# Michael Anton Paintner
Michael Anton Paintner (ungarisch: Paintner Mihály Antal; * 6. September 1753 in Ödenburg; † 22. September 1826 in Raab) war ein Jesuit und später Großpropst von Raab und Titularbischof von Novi.

## Leben
Am 17. Oktober 1769 trat er in Trentschin in den Jesuitenorden ein. Nach dem zweijährigen Noviziat studierte er klassische Sprachen in Leoben und ab 1772 Philosophie an der Universität Graz. Nach Auflösung des Ordens 1773 studierte er Theologie und wurde Weltpriester. Er war neben dem Studium Erzieher beim Grafen Grassalkovich und Lehrer am Wiener Theresianum. 1774 bis 1775 war er Gymnasialprofessor in Güns. Am 29. März 1777 wurde er zum Priester geweiht, 1785 Propst von Neustift, dann Großpropst von Raab und Generaldirektor der Gymnasien im Komitat Raab.
Paintner wurde am 27. September 1816 königlich ungarischer Titularbischof von Novi (lateinisch: electus episcopus Noviensis, ungarisch: novii czímzetes püspök) und im Jahre 1822 königlich ungarischer Hofreferendar.
Paintner war ein intimer Freund von Miklós Révai, Mitglied der Jenaer Mineralogischen Gesellschaft und hatte eine ausgedehnte Korrespondenz.
Er hat sein Leben lang alles gesammelt, was sich auf die Geschichte des Jesuitenordens bezieht und wollte ein Lexikon der Jesuitenschriftsteller verfassen. Seine große Bibliothek, die gesammelten Schriftstücke und seine gesamte Korrespondenz vermachte er der Benediktinerabtei Pannonhalma unter der Bedingung, sie den Jesuiten zu übergeben, wenn der Orden in Ungarn wieder auferstehen sollte. Wegen „juridischer Fehler“ wurde das Testament für ungültig erklärt. Schließlich kaufte der Abt von Pannonhalma 1830 die Sammlung auf.